# Лома, Александр
Александр Лома (серб. Александар Лома / Aleksandar Loma; род. 2 марта 1955, г. Валево, Сербия) — сербский лингвист, академик Сербской академии наук и искусств.

## Научно-исследовательская работа
Александр Лома — крупнейший специалист в области индоевропейского (в т.ч. греческого, славянского, индо-иранского) языкознания, палеобалканистики, этимологии, топонимии и исторической географии, сравнительной истории религий и мифологии. 
Профессор классического отделения философского факультета Белградского университета, где преподает греческий язык и сравнительную историю религий. Научный сотрудник Институт сербского языка Сербской академии наук и искусств. Главный редактор «Этимологического словаря сербского языка», руководитель ономастической комиссии Сербской академии наук и искусств, председатель этимологической комиссии Международного комитета славистов. Главный редактор журнала «Ономастические исследования (серб. Ономатолошки прилози)», член редакционной коллегии «Атласа европейских языков» (ALE), российского журнала «Вопросы ономастики».

## Основные сочинения

### Автор
- Пракосово. Словенски и индоевропски корени српске епике. Београд, 2002.
- Из топонимии древней Скифии – в поисках страны будинов // Вопросы ономастики 2010/1 (8): 5–17
- Altserbisch měropьhь // Slavia 79/1: 81–92
- Прасл. *gospodь bogъ // Ad fontes verborum. Исследования по этимологии и исторической семантике. К 70-летию Жанны Жановны Варбот, Российская академия наук, Институт русского языка им. В. В. Виноградова, Москва: 186–192.
- Le sang noir // Ollodagos. Actes de la Societé belge d’études celtiques / Akten van het Belgische Genootschap voor keltische studies, 18: 205–224.
- Eirénè et Mithra. Aspects cosmologiques et sociologiques de la notion de Paix dans le mythe et la langue // Association Internationale d’Etudes du Sud‑Est‑Européen — Bulletin 32–33–34/2002–2004, Bucarest: 249–256.
- К этимологии кавказского названия плуга // Этимология 2000–2002, Москва 2003: 233–238.
- Евроазијски степски појас као чинилац језичке и културне прошлости Словена // Зборник Матице српске за славистику 63: 133–148
- Some traces of interlinguistic contacts in the Central Balkan mountains // Balkanica 34: 97–103.
- Aus der skythisch–sakischen Lehnwortforschung (1. Slav. talogъ ‘Bodensatz’; 2. Gr. λάταξ ‘Biber’; 3. Gr. βόνασος ‘Wisent’; 4. Die türkische Pferdebezeichnung alaša) // Studia Etymologica Cracoviensia 7: 53–65.
- Прасл. *xaloga < др.–греч. φάλαγγ‑ и скифский nереход f > χ // Этимология 1997–1999: 87–96.
- Interpretationes Slavicae. Some Early mythological Glosses // Studia mythologica Slavica 1, Ljubljana/Pisa: 45–53.

### Редактор, составитель
- Етимолошки речник српског језика. Београд, 2003-.
- Saecula Confluentia, Зборник радова са научног скупа посвећеног 120–годишњици наставе класичне филологије на Београдском универзитету одржаног 23. новембра 1995. год. Београд, 2004.
- Словенска етимологија данас — зборник симпозијума одржаног од 5. до 10. септембра 2006. године. Београд, 2007.